# 巴基西梅托方尖碑
巴基西梅托方尖碑（西班牙語：Obelisco de Barquisimeto）是委內瑞拉巴基西梅托市的一座紀念碑。位於城市西部，建於1952年，為紀念建城400週年而建。該建築由一座大型矩形塔組成，高75米，主要由混凝土和鋼材構成，內部設有電梯，頂部設有時鐘。